# Comuna Piskiv, Kostopil
Piskiv (în ucraineană Пісків) este o comună în raionul Kostopil, regiunea Rivne, Ucraina, formată din satele Iasnobir, Mokvînski Hutorî, Piskiv (reședința) și Rokîtne.

## Demografie
Componența lingvistică a comunei Piskiv
     Ucraineană (99,74%)
     Alte limbi (0,26%)
Conform recensământului din 2001, majoritatea populației comunei Piskiv era vorbitoare de ucraineană (99,74%), existând în minoritate și vorbitori de alte limbi.